# Michail Fëdorovič Orlov
Michail Fëdorovič Orlov (Mosca, 5 aprile 1788 – Mosca, 31 marzo 1842) è stato un diplomatico e militare russo.

## Biografia
Secondogenito del conte Fëdor Grigor'evič Orlov, servì l'esercito imperiale russo durante le Guerre napoleoniche dal 1805 alla presa di Parigi del 1814. Durante la permanenza in Francia, egli come molti altri futuri decabristi, entrò in contatto con le idee liberali. Dopo la smobilitazione e il ritorno in patria, servì il governo zarista in Norvegia nel 1814 durante la ribellione contro l'annessione svedese decisa a Vienna per il risarcimento dell’annessione della Finlandia da parte russa. In quest'occasione si segnala la vicinanza di Orlov per la causa norvegese e infatti andò contro gli ordini del governo scrivendo un memorandum in favore dei ribelli. In seguito si avvicinò ai circoli cospiratori, in ascesa in Russia grazie al beneplacito dello zar Alessandro I, che garantì la libertà alle logge massoniche, entrando nell'Unione della Salvezza nel 1818. Massone, fu membro della Loggia "Ovidio"  e partecipò con Sergej Grigor'evič Volkonskij alle riunioni della loggia di Kiev "Degli Slavi Riuniti". 

## Attività cospiratoria
Quando nel 1820, prima della scissione del gruppo nel 1821, divenne comandante del 16º battaglione di fanteria a Chișinău entrò in contatto con l'Associazione del Sud del movimento decabrista. Esso è famoso per essere più radicale e repubblicano; infatti era capeggiato da Pavel Ivanovič Pestel'. Il loro amico Puškin scrisse dei due:"Solo un rivoluzionario come Orlov o Pestel' può amare la Russia, allo stesso modo come uno scrittore ama la propria lingua." Si hanno inoltre notizie di contatti con Ypsilanti, patriota greco esule in Russia, che favoriva il contatto tra questi con Pestel'. Attraverso le lettere, più tardi usate contro di lui, notiamo che fu molto vicino anche agli Decabristi del Nord, più moderati e per una monarchia costituzionale, specie con Nikolaj Ivanovič Turgenev. Forse a causa del cambio di politica interna dello zar,che aveva completamente affidato questa ad Arakčeev concentrandosi unicamente al "concerto europeo" formato a Vienna con la Santa Alleanza, da lui ispirata, oppure su consiglio del suocero, nel 1821 si fece espellere dall'Unione, dopo aver proposto di aprire una stamperia per la propaganda e finanziarsi col contrabbando di tabacco . A causa della complicità avuta in quegli anni fu arrestato in seguito agli eventi del 1825, ma grazie al fratello, creato da poco conte per l'aiuto nel reprimere proprio la ribellione dei decabristi, fu rilasciato.

## Gli anni dopo la congiura
In seguito visse sotto la costante vigilanza della polizia segreta imperiale. Dopo essere costretto a risiedere nella tenuta di famiglia in campagna, si trasferì a Mosca nel 1831 dove pubblicò due anni dopo uno scritto anonimo insieme a Kankrin sul credito statale, pubblicato a Lipsia nel 1840 non più in forma anonima. Questo libro fu il primo a toccare la questione del credito statale, provando come durante la generazione decabrista si formò l'interesse a sviluppare una classe borghese all'interno dello stato russo, rompendo con l'autocrazia secolare in Russia.

## Opere
- 1833: "Sul credito di Stato", Mosca (insieme a Egor Francevič Kankrin).
- 1862: "La resa di Parigi, scritti politici. Lettere", Mosca (postumo).